# Orden für Verdienste zur See (Russland)

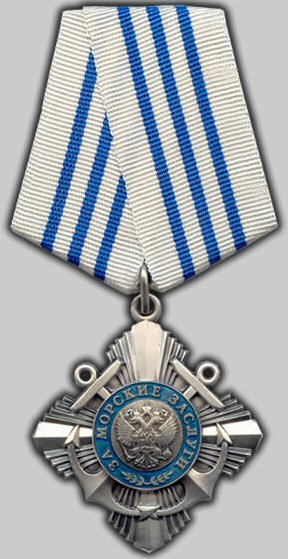
Orden für Verdienste zur See

Der Orden für Verdienste zur See (russisch Орден „За морские заслуги“) ist eine staatliche Auszeichnung Russlands. Er wurde am 27. Februar 2002 durch Ukas Nr. 245 des Präsidenten der russischen Föderation gestiftet.

## Statut
Die Auszeichnung wird laut Statut an Bürger verliehen, die sich in folgenden Bereichen Verdienste erworben haben:
- Erforschung der Weltmeere im Interesse der Verteidigungsfähigkeit des Landes und Sicherung seiner sozial-ökonomischen Entwicklung
- Ausarbeitung und Einführung neuester Technik sowie Ausrüstung für die russische Marine
- Erhaltung, Ausbau, Erforschung und Nutzung der exklusiven Wirtschaftszone der Russischen Föderation in den Weltmeeren
- Kampf gegen Piraterie und Wilderei auf den Weltmeeren im ökologischen und ökonomischen Interesse Russlands
- Ausarbeitung, Produktionsorganisation, Bau und effektiver Betrieb moderner Hochtechnologie in der russischen Handelsflotte
- Meisterhaft organisierte sowie durchgeführte Militärmanöver und -übungen, in deren Verlauf alle gestellten Aufgaben erfüllt wurden

Die Auszuzeichnenden müssen mindestens 20 Jahre ihre Tätigkeit bzw. ihren Dienst gewissenhaft ausgeübt haben und bereits im Besitz von Medaillen oder Ehrentiteln der Russischen Föderation sein. Der Orden für Verdienste zur See kann auch an Ausländer verliehen werden.

## Beschreibung des Ordens
Der silbern emaillierte Orden in Form eines Kreuzes besitzt rautenförmige Enden mit radial ausgeprägten Rändern. In seiner Mitte sind gekreuzte Anker aufgesetzt. Ein Medaillon im Zentrum mit der reliefartigen Darstellung des Wappens der Russischen Föderation wird von einem blau emaillierten Ring mit aufgebrachten Lorbeerzweigen und dem reliefartig ausgebildeten Schriftzug „ЗА МОРСКИЕ ЗАСЛУГИ“ (deutsch „Für Verdienste zur See“) eingefasst. Der Abstand zwischen den Enden des Kreuzes beträgt 40 mm. Das Medaillon hat einen Durchmesser von 16 mm. Auf der Rückseite ist die Seriennummer des Ordens eingeprägt.
Auf dem weißen, 24 mm breiten Ordensband verlaufen im Abstand von 3 mm drei 2 mm breite blaue Streifen. Die 8 mm hohe Bandschnalle hat eine Breite von ebenfalls 24 mm.

## Trageweise

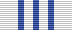
Bandschnalle

Die Auszeichnung wird auf der linken Brustseite und, soweit verfügbar, nach dem Orden für Militärische Verdienste getragen. Zu besonderen Anlässen und zum täglichen Gebrauch wird die Bandschnalle des Ordens für Verdienste zur See ebenfalls nach der Bandschnalle des Ordens für Militärische Verdienste angebracht. An Zivilkleidung wird das Ordensband als Rosette auf der linken Brustseite getragen.